# Хорско-Анюйско-Самаргинская экспедиция
Хо́рско-Аню́йско-Самарги́нская комплексная экспедиция 1946 года (с 25 июня по 10 октября 1946 года) — организована Приамурским (Хабаровским) филиалом Географического общества СССР и Академией наук СССР.
Исследовано «белое пятно» на территории Хабаровского края — Северо-Уссурийский край и горная страна центральной части Сихотэ-Алиня — в границах с координатами 47°40′ с. ш. 136°10′ в. д. — 48°45′ с. ш. 137°50′ в. д..
Впервые установлена зона распространения клещей — переносчиков дальневосточного энцефалита в Хабаровском крае. Экспедиция шла по реке Хор и заняла до перевала через Сихотэ-Алинь 84 дня, а всего — 107 дней.

## Состав экспедиции
Десять научных работников и специалистов, 12 рабочих. Всего — 22 человека.
Состав:
- начальник экспедиции Колосовский Фавст (Фауст) Владимирович, 1913 г.р., инспектор Хабаровского УГМС (управление гидрометеорологических станций), вел маршрутную съемку, метеорологические наблюдения для составления физико-географической характеристики хорского района,
- заместитель начальника экспедиции, этнограф и переводчик с удэгейского языка Шестакова Юлия Алексеевна, 1914 г.р., разъездной корреспондент газеты «Тихоокеанская звезда», журнала «Дальний Восток».
- заместитель начальника экспедиции по научной части, ботаник Нечаев Андрей Петрович[4], 1907 г.р., научный сотрудник Дальневосточной базы Академии наук СССР,
- коллектор/собиратель экспедиции Мисюра Лидия Николаевна, 1920 г.р., научный сотрудник Хабаровского краевого музея,
- врач экспедиции Мелешко Юрий (Ю. Д.), студент 2-го курса Хабаровского мединститута,
- энтомолог экспедиции Жданкина Надежда (Н. М.), студентка 2-го курса Хабаровского мединститута,
- энтомолог экспедиции Белосохов Юрий Иванович[5], 1927 г.р., студент 2-го курса Хабаровского пединститута,
- этнограф экспедиции Махотин Борис Александрович, 1920 г.р., также он числился радистом экспедиции (коротковолновая радиостанция с динамо-машиной, радиус действия — 900 км, позывной «Тайга»),
- художник-пейзажист экспедиции Шишкин Алексей Васильевич[6], 1898 г.р.,
- художник-пейзажист экспедиции Высоцкий Василий Николаевич[7], 1908 г.р.

Батчики (лодочники) — удэгейцы: Василий Кялундзюга, Даде Кялундзюга, Батули Кялундзюга, Семен Кялундзюга, Динзай Пиянка, Нюра Намикэ и др.

## План экспедиции[9]
Из Хабаровска до с. Бичевая на машине ЗИС-5 (грузовик).
Из с. Бичевая до с. Гвасюги (удэгейское стойбище) по р. Хор (в среднем течении) на моторном катере леспромхоза.
Из с. Гвасюги подниматься вверх по р. Хор на батах (лодках) → до метеостанции Черинай (при впадении р. Сукпай) → до метеостанции Тивяку → в верховья р. Хор, к истоку.
От истока р. Хор пешком через перевал/переход через Сихотэ-Алинь в верховья притоков р. Анюй → перевал до верховий р. Самарги-второй.
В районе истоков рек Хор — Анюй — Самарга-вторая находится т. н. «белое пятно» неисследованного и не нанесенного на карты района.
Маршрут экспедиции делился на две части:
1. с 25 июня по 30 августа 1946 года (Хабаровск → Бичевая → Гвасюги → Перинай → Тивяку, последнее обжитое место на пути);
2. с 31 августа по 10 октября 1946 года (Тивяку → верховья р. Хор → перевал Хор-Поди → перевал Хор-Дакпу → верховья р. Анюй [р. Дакпу, р. Второй Заур] → перевал Второй Заур → Самарга-вторая → верховья р. Самарги-второй [не далее 10 км от истока р. Самарга-вторая] ↔ возвращение по р. Хор до Тивяку → Гвасюги → Бичевая → в Хабаровск).

Стоимость экспедиции — 30 тыс. рублей.
Продтовары экспедиции: мясопродукты — 80 кг, рыбопродукты — 90 кг, животный жир — 35 кг, сахар — 30 кг, крупы — 120 кг.

## Ход экспедиции[12]
Начальная точка экспедиции — 47°46′22″ с. ш. 135°37′50″ в. д. (село Бичевая на правом берегу среднего течения реки Хор района им. Лазо Хабаровского края).
Координаты конечной точки экспедиции 48°47′34″ с. ш. 137°55′43″ в. д. (перевал/переход из истока р. Хор в верховья притоков р. Анюй, район им. Лазо Хабаровского края). Высота над уровнем моря ~985 м.
4 августа 1946 года экспедиция вышла на маршрут из с. Гвасюги (экспедиция задержалась на месяц из-за высокой воды на р. Хор, так как на батах/лодках не доставали шестами до дна).
Из дневника Юлии Шестаковой:
Мы продвигались вверх по реке Хор на удэгейских батах с помощью шестов, были плохо экипированы, не имели достаточных запасов продовольствия (в стране еще существовала тогда карточная система), но главное у нас было: мука, соль, спички, вода — рядом, рыба — в реке, мясо тоже близко в тайге, можно добыть изюбра. Обходились малым. Надо было спешить. Хор — река порожистая, бурная, на пути — заломы...
15 июля 1946 года отчислен по болезни этнограф и радист Борис Махотин (его обязанности радиста стал выполнять начальник экспедиции Фавст Колосовский).
4 августа 1946 года отчислен как «не справившийся со своими обязанностями» энтомолог Юрий Белосохов.
17 августа 1946 года на метеостанции Черинай оставлены работать на пленэре художники Алексей Шишкин и Василий Высоцкий.
28 августа 1946 года отправлены в Хабаровск, в связи с закончившимися препаратами для исследования и началом учебного года в вузе Надежда Жданкина и Юрий Мелешко.
10 сентября 1946 года заболел ангиной заместитель начальника экспедиции по научной части ботаник Андрей Нечаев (обязанности по изучению флоры возложили на Юлию Шестакову) и вместе с музейным работником Лидией Мисюра они отправлены назад, на метеостанцию Тивяка.
17 сентября 1946 года экспедиция из пяти человек: Фавст Колосовский и Юлия Шестакова, трое батчиков (лодочников) — достигли перевала/перехода из р. Хор в р. Анюй через хребет Сихотэ-Алинь.
18 сентября 1946 года — исследован в пешем маршруте правый приток р. Хор. Далее, экспедиция была прервана из-за холодов и большого отставания от графика.
20 сентября 1946 года возвратились на крайнюю обжитую точку — метеостанцию Тивяка.
10 октября 1946 года прибыли в с. Бичевая.
По окончании экспедиции, ее участников приветствовал президент Географического общества СССР академик Л. С. Берг.
Юлия Шестакова стала делегатом Второго Всесоюзного географического съезда АН СССР (25—31 января 1947 г.; одновременно он был Первым съездом Всесоюзного географического общества СССР) и выступила на заседании от делегации дальневосточников.

## Результаты экспедиции[17]
- Впервые установлена зона распространения клещей — переносчиков дальневосточного энцефалита в Хабаровском крае.
- Исследованы жизнь и быт удэгейцев.
- Составлено физико-географическое описание, климатические особенности хорской долины. Сделаны промеры глубины верховий р. Хор.
- Собраны образцы флоры и фауны Северо-Уссурийского края. Подсчитаны запасы ценной древесины для лесной промышленности (Хорский, Мухенский лесхозы).
- Положено начало изучению горного узла в районе истоков р. Хор — Анюй — Самарга-вторая, в наиболее высокогорной-гальцевой части хребта Сихотэ-Алинь.

## Память
В 2015 году хабаровский журналист К. А. Пронякин предложил назвать перевал/переход из истока р. Хор в верховья р. Анюй им. Ю. А. Шестаковой. Идею поддержало Хабаровское отделение Союза журналистов России.
24 мая 2017 года члены постоянного комитета Законодательной думы Хабаровского края по вопросам государственного устройства и местного самоуправления на внеочередном заседании согласовали предложение Хабаровского краевого отделения Союза журналистов России о присвоении наименования перевалу у истока реки Хор имени дальневосточной писательницы Юлии Шестаковой и приложенные к нему документы.
Распоряжением Правительства Российской Федерации от 28 июля 2018 года за № 1567-р перевал в Хабаровском крае назван именем Ю. А. Шестаковой.